# Panzerkampfwagen V
Panzerkampfwagen V, известен още като Panther или Пантера, е един от емблематичните немски танкове, използвани от Вермахта през Втората световна война.

## История
Работата по създаването на нов танк, който да замени Panzerkampfwagen III и Panzerkampfwagen IV, започва още през 1938 г. Работните проекти получават обозначението VK 20.01 (VK – Versuchskonstruktion – Експериментален).
Първоначално е сключен договор с компанията Daimler-Benz и през октомври 1939 г. започва работата по новия прототип. По същото време работа по модернизацията на Panzerkampfwagen IV започва и компанията Krupp.
През май 1940 г. работата по модернизация на Panzerkampfwagen IV е изоставена и в Krupp започват създаването на принципно ново танково шаси с маса около 20 т., като за партньор е привлечена компанията Daimler-Benz. В този период в създаване на ново шаси се включва и друга крупна немска компания – Maschinen-fabrik Augsburg-Nuernberg (MAN).
В края на 1941 г. шасито като цяло е готово, но именно тогава става ясно, че Вермахтът се нуждае от танк, превъзхождащ по тактико-техническите си характериститки руските Т-34 и КВ (танк). През декември същата година работата по 20-тонното шаси е прекратена и компанията Krupp приключва участието си. Двете компании MAN и Daimler-Benz започват работа по създаването на ново шаси с маса 30 т. През май 1942 г. комисия от Генералния щаб на Вермахта се спира на разработеното от компанията MAN шаси. Комисията го препоръча за серийно производство и малко по-късно получава одобрение лично от Хитлер.

## Техническо описание

### Корпус
Корпусът на Pz.Kpfw.V е от заварени бронеплочи, разположени под ъгъл. Горната челна броня има дебелина 80 мм и ъгъл на наклона 55°, а долната с дебелина 60 мм и същият ъгъл на наклон. Бордовите бронеплочи са с дебелина 40 мм. като горните са разположени под ъгъл 40°, а долните – вертикално. Кърмовите бронеплочи имат дебелина 30 мм и ъгъл на наклона 30°. Горната част на корпуса е покрита с хоризонтално разположени бронеплочи с дебелина 17 мм. Пред куполата те са подвижни, като така се осигурява достъп до предавателната кутия и рулевото управление. Дъното на корпуса в предната си част има дебелина 30 мм, а в задната – 17 мм.
В покрива на корпуса, пред куполата, са монтирани два люка – за механик-водача и радиста. Люковете се отварят, като се приповдигат леко нагоре и се отместват встрани. Над двигателното отделение е монтиран люк за осигуряване ремонтно-технически достъп. Предвидена е възможност за свалянето на бронеплочите на корпусния покрив без снемането на куполата.
Полезрението на всички членове на екипажа с изключение на командира е ограничено.
Мястото на мерача е оборудвано с телескопичен прицел Turmzielfernrohr 12, осигуряващ 2,5 кратно увеличение. В корпуса вляво от мерача е монтирана бойница за стрелба с личното оръжие. Аналогична бойница е монтирана в корпуса вдясно от пълнача. В челната броня пред механик-водача е монтиран наблюдателен процеп с ламинирано бронестъкло и два неподвижни перископа, осигуряващи обзор напред и леко вляво. Радистът-стрелец може да води наблюдение само през прицела на курсовата картечница и два неподвижни перископа.

### Купола
Предната част на куполата е с дебелина 100 мм и е разположена под ъгъл 12°. Бордовете са изпълнени от единична огъната монолитна бронеплоча с дебелина 45 мм и са разположени под ъгъл 25°. Задната бронеплоча е монолитна, права и има същите характеристики като бордовите. В нея е монтирана бойница за стрелба с личното стрелково оръжие. Покрива на куполата е изпълнен от огъната монолитна бронеплоча с дебелина 17 мм. В задната си част е хоризонтална, а в предната наклонена напред под ъгъл 84,5°. Достъпът до куполата става през люк в горната част на куполата или люк в задната стена, зад мястото на пълнача. Куполата е снабдена с вентилатор, прикрит с бронекапак.
Монтираната в куполата командирска кула е цилиндрична надстройка с шест наблюдателни процепа, прикрити с 50 мм бронестъкло.
Оръдейната маска закрива по-голямата част от челната броня на куполата. В централната си част тя е с дебелина около 100 мм, а в горната и долната си части леко намалява.

### Въоръжение
Въоръжението на танка включва 75 мм оръдие KwK 42 L/70 и две 7,92 мм картечници MG 34. Едната от картечниците е сдвоена неподвижно с оръдието, а другата се монтира в специален отвор в челната броня. Членовете на екипажа са въоръжени с пистолети P08 или P-38, картечни пистолети MP40 и ръчни гранати.
Боекомплектът на оръдието се състои от 79 снаряда. Част от снарядите (40) са разположени хоризонтално на стелажи, 36 – верикално покрай двата борда, а три – в задната част на бойното отделение.
Боекомплектът за картечниците се състои от 5100 патрона, разположени в 34 чанти. Всяка чанта съдържа по една лента със 150 патрона.

### Двигател
Силовата установка на танка се състои от 12-цилиндров карбураторен двигател Maybach HL 210 P30 с мощност 650 к.с. (478 kW) при 3000 об./мин, 7-скоростна предавателна кутия AK 7-200, бордови фрикциони и бордови предавки.

### Ходова част
Ходовата част на танка се състои от осем опорни ролки с диаметър 860 мм, закрепени на торсионни механизми. Опорните катки са гумирани с бандаж и частично се закриват една друга.

### Средства за свръзка
Танкът е снабден с радиостанция FuG 5, която е УКВ приемопредавателна с мощност 10 W и работен диапазон 27,2–33,4 MHz. Радиостанцията осигурява далечина на свръзката 4–6 км, но далечината силно зависи от характера на местността и метеорологичните условия.
Танковете на командирите на взводове и роти освен с FuG 5 са снабдени с УКВ приемник FuG 2 с работен диапазон 27,2–33,4 MHz. В по-късните модификации вместо FuG 2 е монтирана КВ радиостанция FuG 8 с мощност 30 W и работен диапазон 0,83–3 MHz или УКВ радиостанция FuG 7 с мощност 20 W и работен диапазон 42,1–47,8 MHz.
Всички танкове са оборудвани със система за вътрешна връзка с капацитет 5 души, комплект от сигнални флагчета и ракетен пистолет.

## Модификации
- Befehlswagen Ausf D/A/G (SdKfz 267) – командирска модификация на базовата машина. Машината е снабдена с радиостанции FuG 8 и FuG 5.
- Befehlswagen Ausf D/A/G (SdKfz 268) – командирска модификация на базовата машина. Машината е снабдена с радиостанции FuG 7 и FuG 5. Използвана е за осъществяване на р/свръзка „земя-въздух“.
- Beobachtungspanzer Panther Ausf D – разузнавателен танк.
- Bergepanther (Sd.Kfz.179) – ремонтно-евакуационна машина.
- Flakpanzer V Coelian – зенитна установка, въоръжена с 2 x 37 мм или 55 мм зенитни оръдия. Машината не е пускана в производство.
- Flakpanzer V "Grille 10" – зенитна установка. Изготвен е един прототип.
- Flakwagen "Panther" – 88 мм зенитна установка.
- Grille 10 – артилерийски влекач за 100 мм оръдие. Машината не е пускана в производство.
- Grille 10 – артилерийски влекач за 105 мм оръдие leFH 43/35. Машината не е пускана в производство.
- Grille 12 – артилерийски влекач за 128 мм оръдие K 43/44. Машината не е пускана в производство.
- Grille 15 – артилерийски влекач за 150 мм гаубица sFH 43/44. Машината не е пускана в производство.
- Minenraumpanzer Panther – танк за разминиране. Машината не е пускана в производство.
- Munitionspanzer "Panther" – бронирана машина за превоз на боеприпаси.
- Munition Schlepper Panther – бронирана машина за превоз на боеприпаси. Машината не е пускана в производство.
- Pz.Kpfw.V „Panther II“ – модификация с увеличена бронезащита. Челната броня е с дебелина 100 мм, а страничната 60 мм. Производството започва през август 1943 г.
- Panzerjager "Jagdpanther" (Sd.Kfz.173) -
- Ramschaufelpanzer Panther – земекопна машина.
- Skorpion – артилерийски влекач за 128 мм оръдие K 43. Машината не е пускана в производство.
- Sturmpanther – артилерийски влекач за 150 мм оръдие StuH 43/1.

## Танкът в България
За основен боен танк в армията на Царство България през 1943 г. е приет Pz.Kpfw.IV (Sd. Kfz. 161/1), от които са доставени 97 броя. За участието на Бронираната бригада във втората фаза на т.нар. Отечествена война (1944-1945 г.) (в състава на новосформираната Първа българска армия, която е част от Трети украински фронт) съветското командване изисква създаването на една рота с тежки танкове и две роти със средни танкове. Тъй като по това време бригадата не разполага с тежки танкове съветската страна поема ангажимент да достави такива от своите складове с трофейни машини. На 13 април 1945 г. са получени 15 трофейни танка Pz.Kpfw.V модификации Ausf.D2, Ausf.A и Ausf.G. В българската армия са заведени като бойна кола „Пантера“. Танковете са покрити с масленозелена боя и обозначени с червени петолъчки. Екипажите незабавно започват обучение на новата техника, но краят на войната в Европа попречва танковете да бъдат използвани в реални бойни действия. След 1947 г. съгласно клаузите на мирния договор са свалени от въоръжение. В началото на 50-те години са вкопани по югозападната граница като дълговременни-огневи съоръжения. Въпреки че тези съоръжения не се използват вече, танковете „Пантера“ все още са в неизвестност – къде точно се намират и какво е тяхното състояние.